# Piorra
Uma piorra é um brinquedo popular semelhante ao pião, com a mesma consistência: Fazer uma base com ponta afunilada girar. Se difere do pião no modo de fazer o brinquedo funcionar. No primeiro, utiliza-se um barbante, enquanto neste utiliza-se a pressão do próprio dedo. Geralmente é feito em madeira com ponta natural, ou no mesmo material com ponta metálica. Há algumas variações como os produzidos com plástico.